# Министерство экономики, развития и туризма Чили
Министерство экономики, развития и туризма Чили отвечает за планирование и выполнение политики и проектов чилийского правительства. Министерство намерено создать возможности для устойчивого экономического развития, со стабильным прогрессивным равенством в распределении экономических интересов.

## История
Министерство было создано в октябре 1941 г. как Министерство торговли и снабжения, а к 1942 году оно был ратифицировано как Министерство экономики и торговли. Впоследствии оно было переименовано в Министерство экономики (1953-1960) и до сих пор существует под именем Министерство экономики, развития и реконструкции.